# Derozer
I Derozer (aka Rozzi) sono un gruppo musicale punk rock di Vicenza, che si è fatto strada negli anni inserendosi tra le più note punk band italiane quali Punkreas, Porno Riviste e Gli Impossibili. Nel corso degli anni i Derozer sono passati da canzoni orecchiabili dai testi prevalentemente ironici e personali, seppur non privi di un messaggio, a canzoni più aggressive musicalmente e polemiche dal punto di vista politico-sociale. L'album Alla nostra età ha venduto oltre 200 000 copie.

## Storia

### Le origini dei Derozer
I membri della band erano già attivi nella scena vicentina ad inizio anni 80. Tra le band di origine va menzionata quella degli I-Deny che auto-pubblicarono un omonimo 7" su marchio Wild Cat Records e che vedeva alla batteria Spasio. Da questo nucleo originario, dopo una serie di cambi di nome e di formazione, prenderà vita la band Derozer.

### Nascita del gruppo (1989-1994)
Il gruppo si è formato a Vicenza nel 1989 e nella formazione originale includeva Mendez (basso), Spasio (batteria), Domenico (chitarra) e Davide (voce), suonando prevalentemente cover dei Ramones e dei The Germs.
Dopo un primo demo del 1993 uscito in musicassetta dal titolo omonimo contenente 11 pezzi, Domenico e Davide lasciano il gruppo per essere rimpiazzati da uno dei primi fan del gruppo stesso, ovvero Seby, già negli Strange Corner, gruppo hardcore della stessa città.
Il gruppo inizia a suonare più regolarmente e a partecipare a concerti e contest anche fuori città. Nel 1994 esce nella versione 7" con tiratura di 1000 copie 144, (ovvero il prefisso delle chat telefoniche a sfondo erotico in voga in quegli anni), registrato al "Jam Studio" di Vicenza. La copertina è di Spasio e i testi di Seby.
La versione EP contiene tre pezzi : 144, Nitroglicerina, e Bomba, mentre la versione CD-EP da sette tracce contiene inoltre Kalifornia, Pubblicità, Alla nostra età e La bionda. 
Il singolo sarà autoprodotto tramite la Derotten Records, etichetta fondata dai Derozer stessi. La versione CD-EP verrà poi ristampata nel 2002 in coproduzione tra Derotten Records e la tedesca Mad Butcher Records.

### Il successo in Italia e all'estero (1995-2003)
Per divergenze Spasio lascia la band, e viene sostituito da Gino Rakas (nato a Chicago), ma nonostante ciò suona nel primo album (mentre solo i cori sono realizzati da Gino). 
Nel 1995 viene quindi pubblicato il primo album della band, Bar, che uscirà in 2 versioni CD: una prodotta solo da Derotten Records (numero di catalogo 003) e un'altra in coproduzione tra Derotten Records e l'italiana KOB Records. Nel 1996 esce una versione in LP prodotta solo da Derotten Records. Tutte e tre le versioni contengono lo stesso numero di tracce: 13.
Nel 1997 Seby e Mendez iniziano a suonare anche con i Los Fastidios, gruppo street punk di Verona (questa collaborazione proseguirà fino al 2001).
Il secondo album Alla nostra età viene pubblicato nel 1998 con Spasio che torna alla batteria. L'album riceverà recensioni positive sia in Italia che in altri paesi europei dove il gruppo suona nel corso del tour successivo l'uscita dell'album. Grazie a questo successo i Derozer iniziano una nuova collaborazione con l'etichetta tedesca Mad Butcher, che pubblicherà il terzo album di studio Mondo perfetto.
Mondo perfetto segna un'evoluzione dei testi verso tematiche di maggior impegno sociale, e il successo di questo album permetterà alla band di suonare a lungo oltre che in Italia anche in altri paesi, tra cui Germania, Croazia, Paesi Bassi, Repubblica Ceca, Norvegia, Canada e USA.
Il quarto album di studio Chiusi dentro esce nel 2002, e conteneva il brano Straniero, il cui videoclip vinse il Premio MEI nel 2003. L'anno successivo viene invece pubblicato Live in Studio, una raccolta dei successi dei Derozer registrati in un'unica sessione negli studio della Mad Butcher Records in Germania.

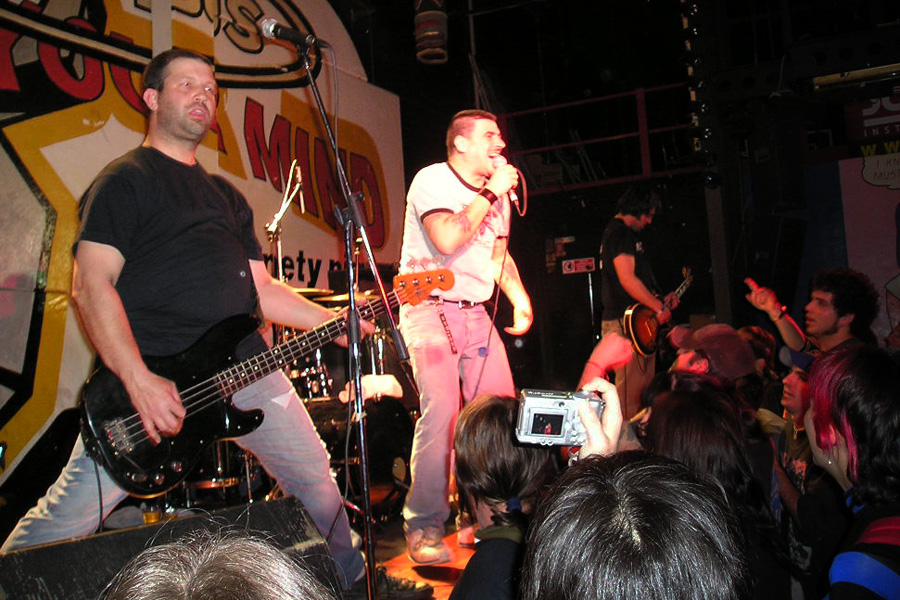
I Derozer al Magic Bus di Marcon nel 2005

### L'infortunio di Seby (2003-2006)
Alla fine del 2003, dopo uno show, Seby subisce un serio infortunio cadendo su una bottiglia rotta che gli causerà profonde ferite all'avambraccio sinistro. 
Questo solo pochi giorni prima del concerto che doveva vederli suonare come headliner al festival Punkitalia di Berlino. Dopo questo incidente i Derozer furono costretti a fermarsi per un po' per permettere a Seby di riprendersi, nel frattempo iniziarono le selezioni per la ricerca di un nuovo chitarrista visto che le lesioni subite non permetteranno a Seby di tornare a suonare la chitarra in breve tempo.
Così nel 2004 Spazza, già attivo in altre band punk hardcore vicentine, si unisce al gruppo facendo ripartire l'attività live con la stessa intensità di prima e arrivando nel 2004 alla pubblicazione dell'album Di nuovo in marcia.
Dopo alcune incomprensioni nel 2006 Spasio lascia nuovamente la band e viene sostituito da Miki, il giovane batterista dei Tacoparty (un progetto alternativo fondato da Mendez). Nel frattempo dopo alcuni anni di prove e allenamento, Seby torna a suonare la chitarra anche nei concerti dal vivo.

### Il ritiro dalla scene e la successiva reunion (2008-oggi)
A seguito di un comunicato ufficiale nel loro sito web apparso il 5 febbraio 2008, i Derozer si prendono una pausa dalle scene dopo quasi venti anni di attività live, concerti e nuovi dischi.
A gennaio 2012 la band annuncia un nuovo tour che inizia a Brescia il 17 marzo e si conclude a Vicenza il 25 agosto 2012. A giugno 2012 viene pubblicata dalla IndieBox una raccolta con 25 canzoni (di cui un inedito) dal titolo Fedeli alla tribù e un documentario sulla loro storia in DVD.
Nel gennaio 2016 i Derozer hanno annunciato un nuovo tour di 6 date; per la prima volta Mendez non suona con i Derozer dopo aver dichiarato che non prenderà parte al nuovo tour.
A marzo 2017 i Derozer pubblicano l'ottavo album della band intitolato Passaggio a Nordest, sempre per l'etichetta IndieBox, che contiene 10 brani inediti (ad eccezione di Zombie già pubblicato in Fedeli alla tribù nel 2012).

## Formazione

### Formazione attuale
- Seby (Sebastiano Berlato) (ex-Strange Corner) - voce e chitarra (1993-)
- Spazza (Andrea Rigoni) - chitarra (2003-)
- Spasio (Francesco Miotello) (ex I-Deny) - batteria (1989-1995) (1997-2006) (2012-)
- Zamu (Marco Zamuner) (Duracel) - basso (2016-)

### Ex componenti
- Domenico - chitarra e voce (1990-1993)
- Davide il "Rozzo" - voce (1991-1993)
- Gino Rakas - batteria (1995-1997)
- Miki (Michael Melis) - batteria (2006-2008)
- Mendez - basso (1989-2015)

## Discografia
Album in studio
- 1995 - Bar
- 1998 - Alla nostra età
- 2000 - Mondo perfetto
- 2002 - Chiusi dentro
- 2003 - Live in studio
- 2004 - Di nuovo in marcia
- 2017 - Passaggio a Nordest

EP
- 1994 - 144

Split
- 1998 - Rational Inquirer#9 (con Electric Frankestein, Torture Kitty e Who killed Bambi)
- 1999 - Giorni duri (con Gli Impossibili)

Raccolte
- 2012 - Fedeli alla tribù

Demo
- 1993 - Derozer

Partecipazioni
- 1995 - Flower Punk Rock
- 1996 - No Time To Panic
- 2000 - Tre Venezie: Skins & Punx United
- 2019 - Punk Rock Raduno Vol.4

## Videografia
- 2007 – Straniero
- 2007 – Cielo Nero
- 2007 – Black Out
- 2007 – La Nuvola
- 2016 – Zombie (live)
- 2017 – Vecchio Punk (lyrics video)
- 2017 - La Notte